# Belle Chain Islets
Belle Chain Islets är en ö i Kanada.   Den ligger i provinsen British Columbia, i den södra delen av landet, 3 600 km väster om huvudstaden Ottawa.